# Seftigen
Seftigen (berndeutsch Seftige [ˈseftɪgə]) ist eine Einwohnergemeinde im Schweizer Kanton Bern. Sie gehört zum Verwaltungskreis Thun.

## Geographie
Seftigen liegt auf 578 m ü. M., 7,5 km westnordwestlich der Stadt Thun (Luftlinie). Das Dorf erstreckt sich in einer weiten Talmulde am äussersten Südrand der Höhen des Belpberges zwischen den Talebenen der Gürbe im Westen und der Aare im Osten, an der Grenze zum Berner Oberland.
Die Fläche des 3,9 km² grossen Gemeindegebiets umfasst einen Abschnitt der breiten Aaresenke zwischen Bern und Thun. Der zentrale Gemeindeteil wird von einer Talfurche eingenommen, welche eine relativ flache Verbindung vom mittleren Gürbetal in das Aaretal gewährleistet. Diese Talsenke trennt den Berg (mit 696 m ü. M. der höchste Punkt von Seftigen) im Norden, der geographisch zu den Höhen des Belpberges gehört, von der Höhe von Widerhueb (bis 673 m ü. M.) im Süden, welche der Moränenlandschaft des Thuner Westamtes zuzuordnen ist. Ganz im Osten reicht das Gebiet bis an den Rand des Limpachtälchens, das sich zur Aare hin öffnet.
Nach Westen erstreckt sich der Gemeindeboden in die landwirtschaftlich intensiv genutzte Ebene des mittleren Gürbetals, die hier auf einer Höhe von 560 m ü. M. liegt. Die Ebene wird auf dem Gebiet von Seftigen von der kanalisierten Müsche durchflossen. Im Westen verläuft die Gemeindegrenze entlang einem Feldweg, der sich etwa in der Mitte der rund 1,5 km breiten Talebene befindet. Von der Gemeindefläche entfielen 2009 15,8 % auf Siedlungen, 17,3 % auf Wald und Gehölze und 66,1 % auf Landwirtschaft, 0,8 % war unproduktives Land.
Zu Seftigen gehören die Siedlung Allmend (567 m ü. M.) inmitten der Gürbetalebene beim Bahnhof Burgistein-Wattenwil sowie verschiedene Einzelhöfe. Nachbargemeinden von Seftigen sind Kirchdorf, Uetendorf, Gurzelen und Burgistein.

## Geschichte
Einzelfunde aus der Römerzeit belegen eine sehr frühe Besiedlung des Gemeindegebietes von Seftigen. Die erste urkundliche Erwähnung des Ortes erfolgte 1244 unter dem Namen de Seftinges. Spätere Nennungen sind in Softinges (1254), de Soiftingen (1259/60), in villa Süftinges (1260), de Seftingen (1264), de Sophtigen (1276), de Seftingen (1277) und de Sofftingun (1295). Es handelt sich um einen Namen, der urprünglich das Gehöft der Sippe eines frühmittelalterlichen Alemannen benannte, doch ist der althochdeutsche Personenname, der im Ortsnamen steckt, infolge der erst späten schriftlichen Überlieferung nicht mehr zu erschliessen.
Im Mittelalter gehörte Seftigen zum Besitz der Herren von Burgistein. Später erfolgten mehrere Besitzerwechsel: Die Dorfherrschaft oblag nacheinander den Familien Münzer, von Wattenwyl und von Graffenried; auch das obere Spital in Bern hatte Rechte im Dorf. Unter Berner Herrschaft wurde Seftigen ab 1388 Mittelpunkt des Landgerichtes Seftigen, das bis 1798 Bestand hatte. Das Landgericht Seftigen war eines der vier altbernischen Landgerichte und umfasste etwa das Gebiet des heutigen Amtsbezirks Seftigen und den westlichen Teil des Amtsbezirks Thun. Im Jahre 1714 wurden zahlreiche Häuser durch eine Feuersbrunst in Mitleidenschaft gezogen.
Nach dem Zusammenbruch des Ancien Régime (1798) gehörte Seftigen während der Helvetik zum Distrikt Seftigen und ab 1803 zum Oberamt Seftigen, das mit der neuen Kantonsverfassung von 1831 den Status eines Amtsbezirks erhielt. Allerdings wurde der Amtssitz 1803 von Seftigen nach Belp verlegt. Das Dorf war in früheren Zeiten nach Kirchdorf pfarrgenössig. 1664 wurde es der benachbarten Kirche Gurzelen zugeteilt. Beim Brand der Kirche von Kirchdorf im Jahre 1871 wurden die Kirchen-Rödel zerstört.

## Bevölkerung
Mit 2177 Einwohnern (Stand 31. Dezember 2023) gehört Seftigen zu den mittelgrossen Gemeinden des Kantons Bern. Im Jahr 2000 waren von den Bewohnern 97,0 % deutschsprachig, 0,6 % albanischsprachig, und 0,3 % sprachen Serbokroatisch (Stand 2000). Die Bevölkerungszahl von Seftigen belief sich 1850 auf 676 Einwohner, 1900 auf 603 Einwohner. Im Verlauf des 20. Jahrhunderts stieg die Bevölkerungszahl kontinuierlich an, wobei besonders in den 1970er und 1980er Jahren hohe Zuwachsraten verzeichnet wurden. 1970 lebten 1232 Personen in Seftigen.

## Politik
Die Stimmenanteile der Parteien anlässlich der Nationalratswahl 2023 betrugen: SVP 43,2 % (+0,9 %), SP 15,3 % (+2,3 %), glp 10,7 % (+2,0 %), GPS 6,5 % (−1,0 %), Mitte 6,4 % (−2,7 %), EVP 5,7 % (−2,9 %), EDU 4,8 % (+2,6 %), FDP 2,7 % (−1,5 %).
Simon Ryser (Forum Seftigen/glp) ist seit 2025 Gemeindepräsident.

## Wirtschaft
Seftigen war bis in die Mitte des 20. Jahrhunderts ein vorwiegend durch die Landwirtschaft geprägtes Dorf. Noch heute haben der Ackerbau sowie die Milchwirtschaft und die Viehzucht einen gewissen Stellenwert in der Erwerbsstruktur der Bevölkerung. Zahlreiche weitere Arbeitsplätze sind im lokalen Kleingewerbe und im Dienstleistungssektor vorhanden. In Seftigen gibt es heute mehrere Gartenbau-Unternehmen (darunter einen Champignon-Züchter), einen Computer- und Peripheriegeräte-Grosshandelsunternehmer, ein Pharma- und einen Baustoffe-Grosshändler, und es sind Betriebe des Metallbaus, der Elektrobranche und mechanische Werkstätten vertreten. Insgesamt sind in Seftigen über 50 Unternehmen ansässig.
In den letzten Jahrzehnten hat sich das Dorf zu einer Wohngemeinde entwickelt. Viele Erwerbstätige sind deshalb Wegpendler, die hauptsächlich im Raum Thun, teilweise auch in der Agglomeration Bern arbeiten.
Die 1905 gegründete Landwirtschaftliche Genossenschaft Seftigen und Umgebung wurde 2005 von der Landwirtschaftlichen Genossenschaft Kirchdorf übernommen, bevor diese drei Jahre später selbst von der Landi Thun Genossenschaft übernommen wurde.

## Verkehr
Die Gemeinde ist verkehrstechnisch recht gut erschlossen. Sie liegt an der Hauptstrasse von Thun nach Schwarzenburg respektive durch das Gürbetal nach Bern. Der nächste Anschluss an die Autobahn A6 (Bern–Thun) befindet sich rund 6 km vom Ortskern entfernt. Am 14. August 1901 wurde die Gürbetalbahn von Bern bis zum Bahnhof Burgistein-Wattenwil (zur Hälfte auf dem Gemeindegebiet von Seftigen) in Betrieb genommen. Rund ein Jahr später, am 1. November 1902, erfolgte die Eröffnung der Fortsetzung nach Thun mit dem Bahnhof Seftigen im Ortszentrum.

## Gemeindepartnerschaften
- Kovářov, Tschechien, seit 1992[8]

## Persönlichkeiten
- Eduard Schneider (* 1948 in Seftingen), Radrennfahrer
- Marc Reichert (* 1980 in Seftigen), Eishockey-Nationalspieler

## Sehenswürdigkeiten
Das bekannteste Monument in Seftigen ist das Chefeli, welches früher als echter Gefängnisturm diente. Weiter sind im alten Ortskern verschiedene charakteristische Häuser aus dem 17. bis 19. Jahrhundert im Berner Stil erhalten. Das älteste Bauernhaus stammt von 1680. Seftigen besitzt keine eigene Kirche, es gehört zur Kirchgemeinde Gurzelen-Seftigen.

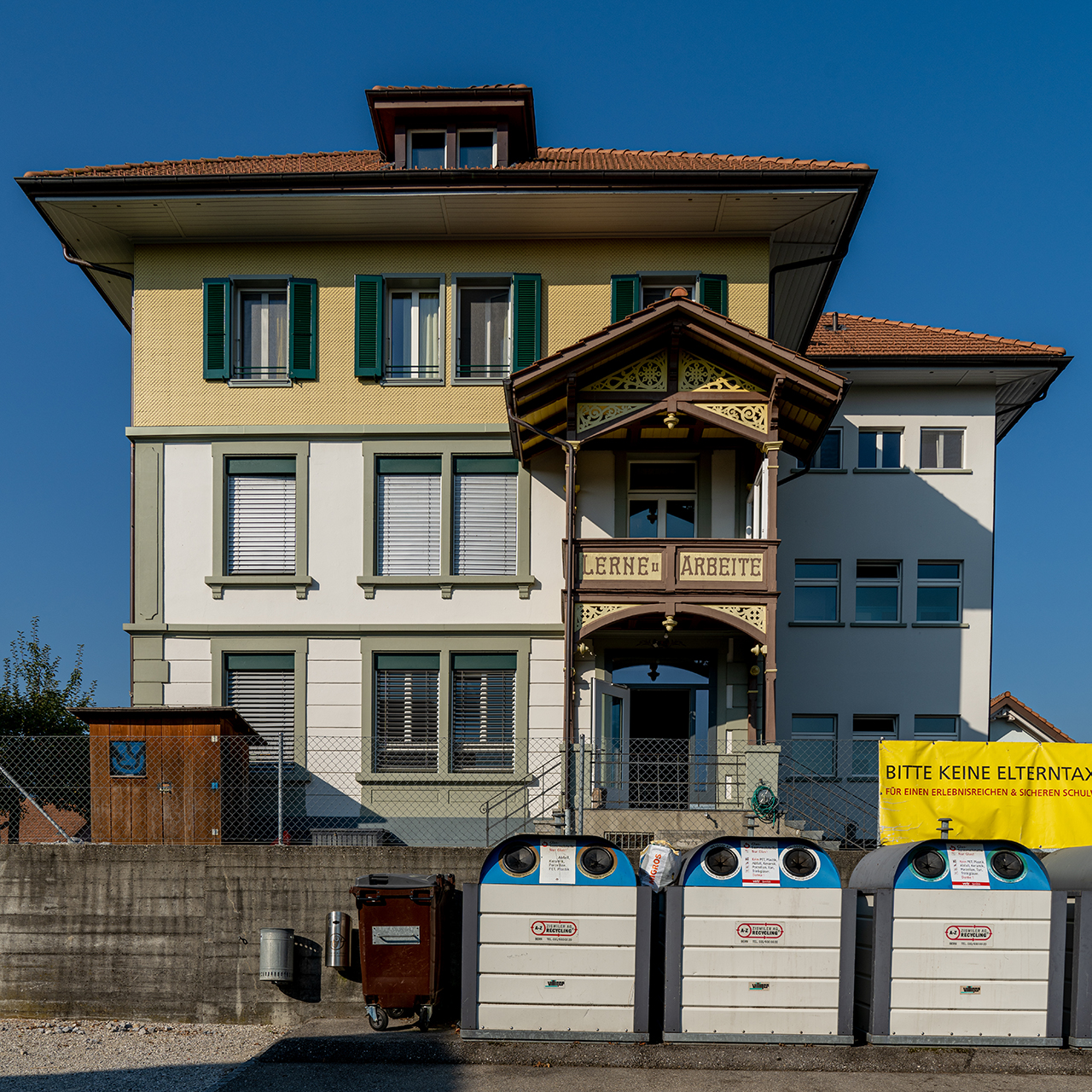
Altes Schulhaus
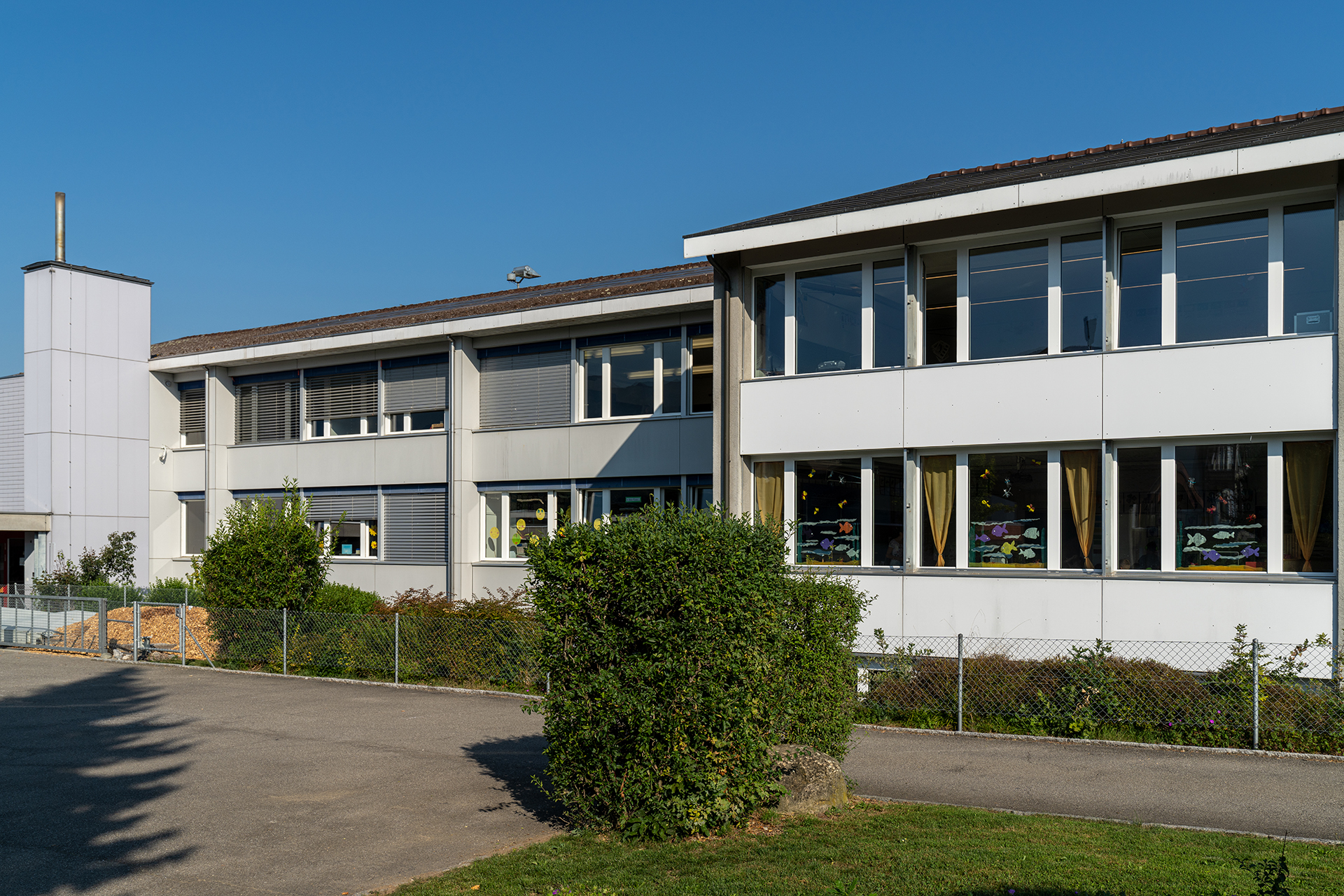
Schulhaus
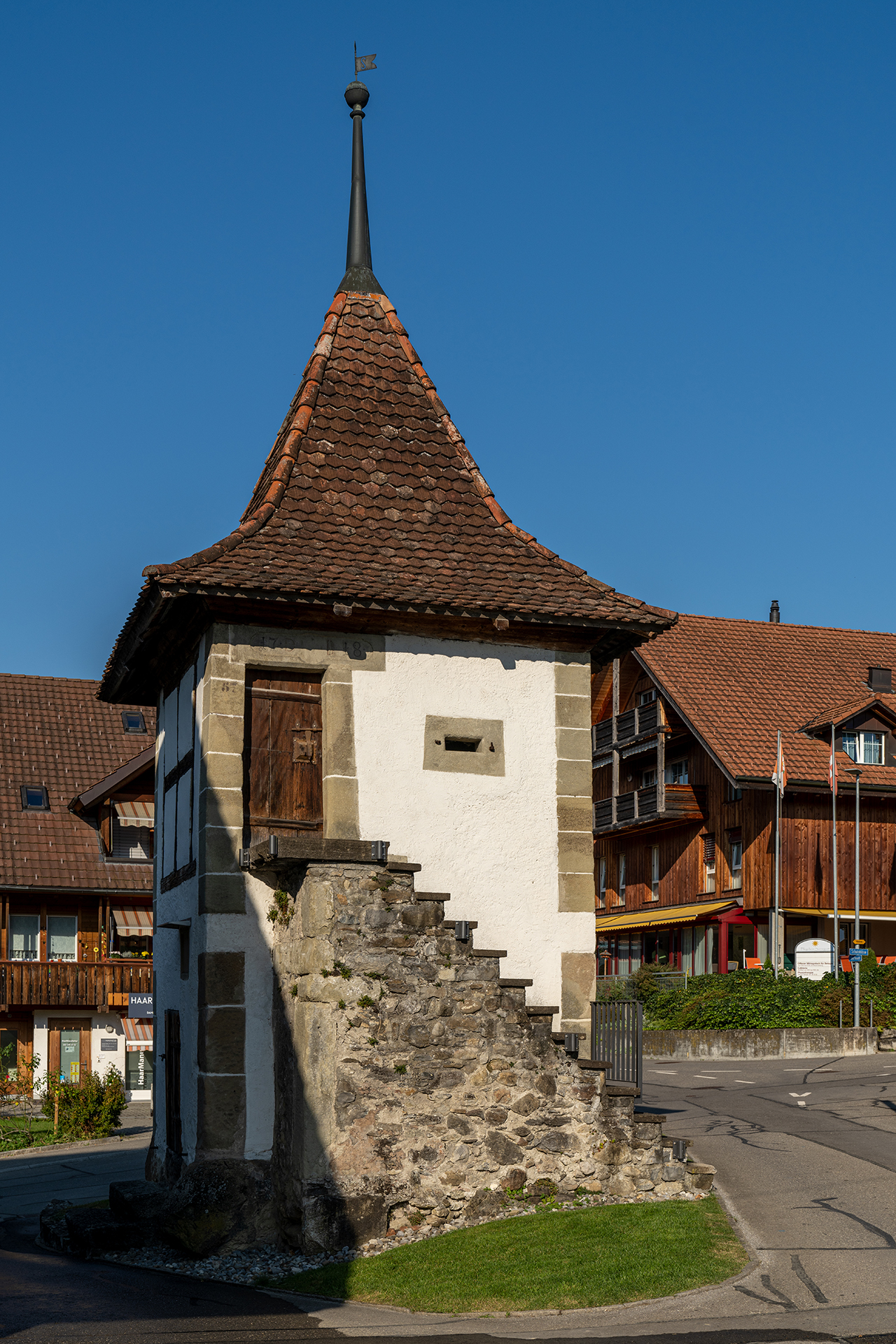
Chefeli
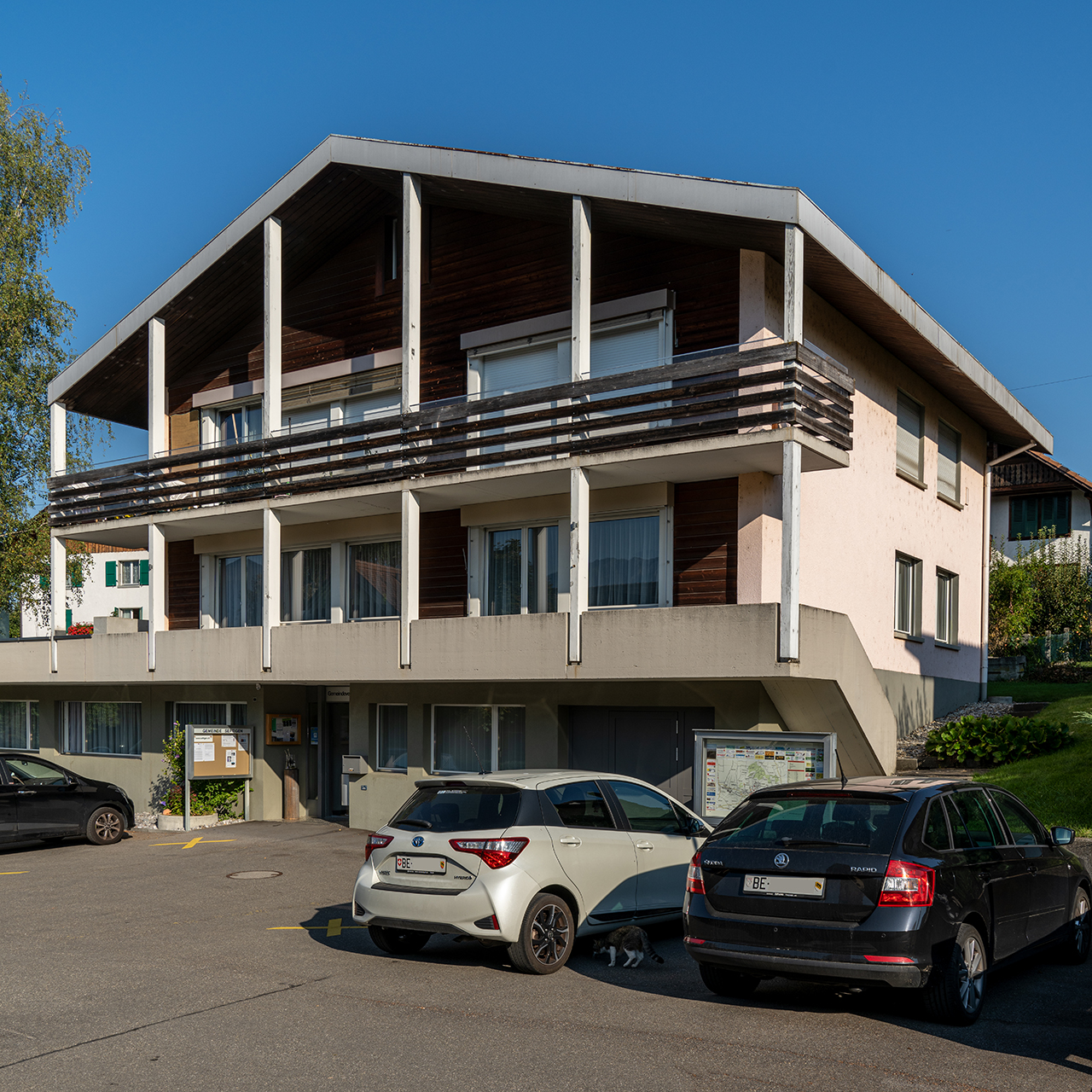
Gemeindeverwaltung
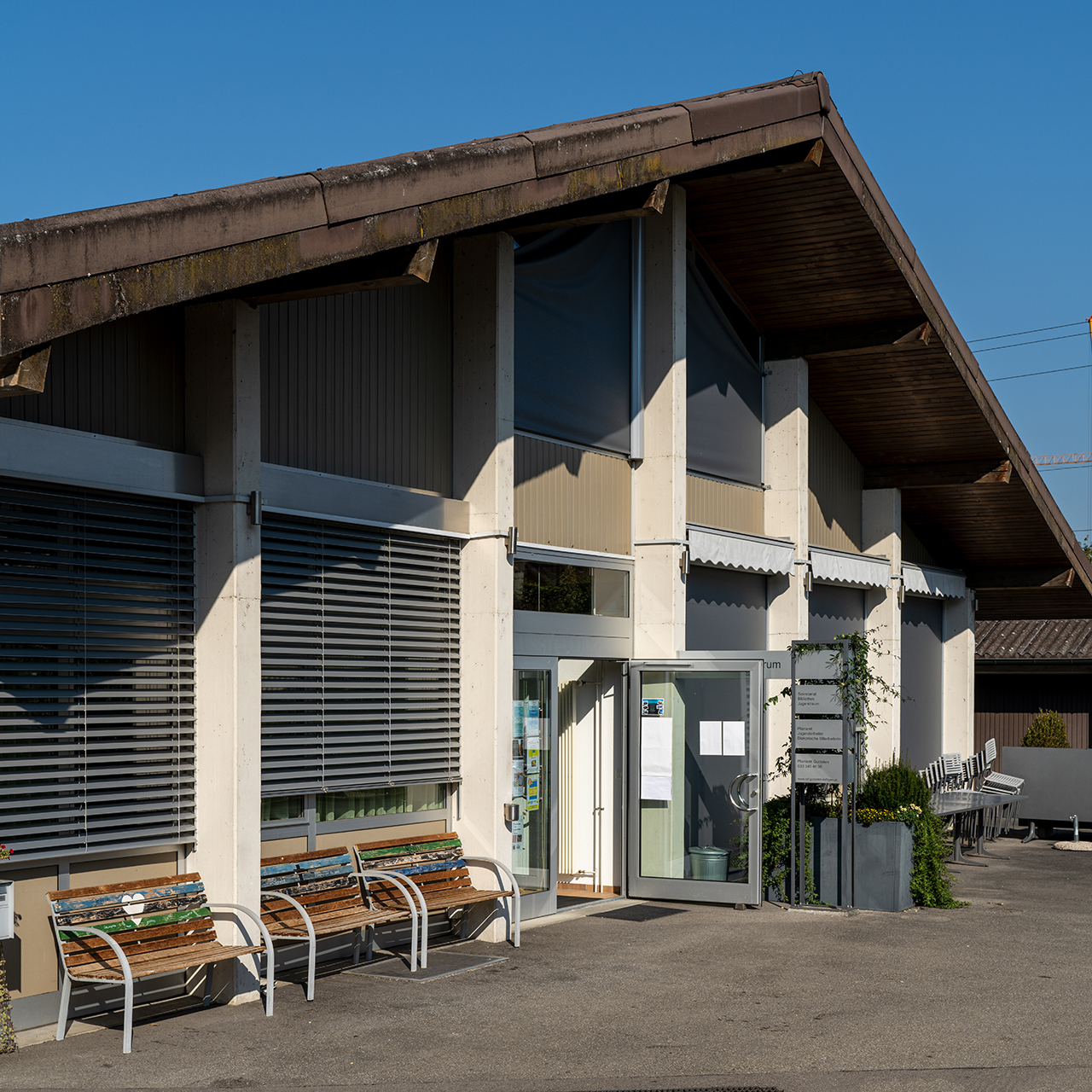
Kirchliches Begegnungszentrum Gurzelen-Seftigen
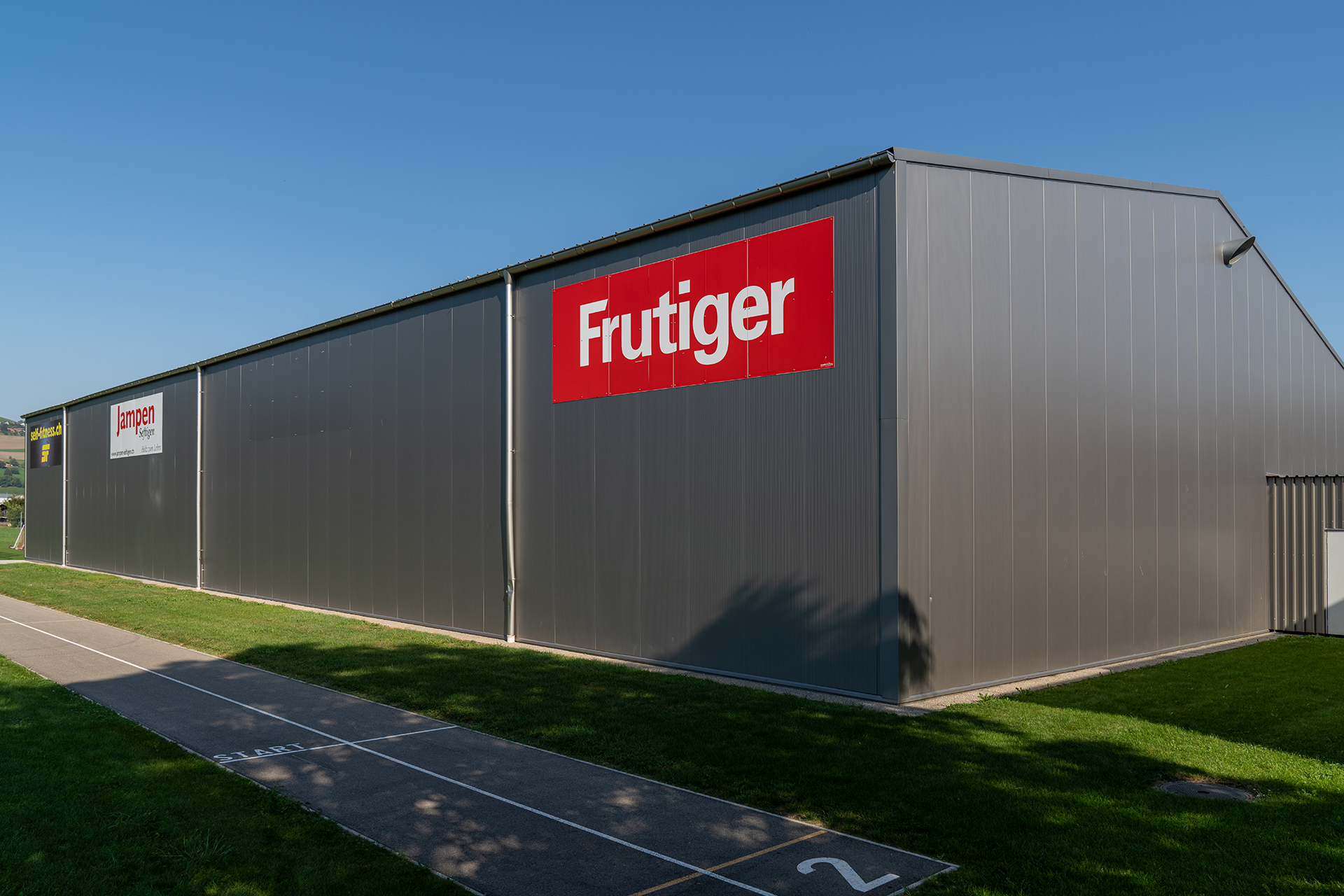
Sporthalle Rauffeisen Arena
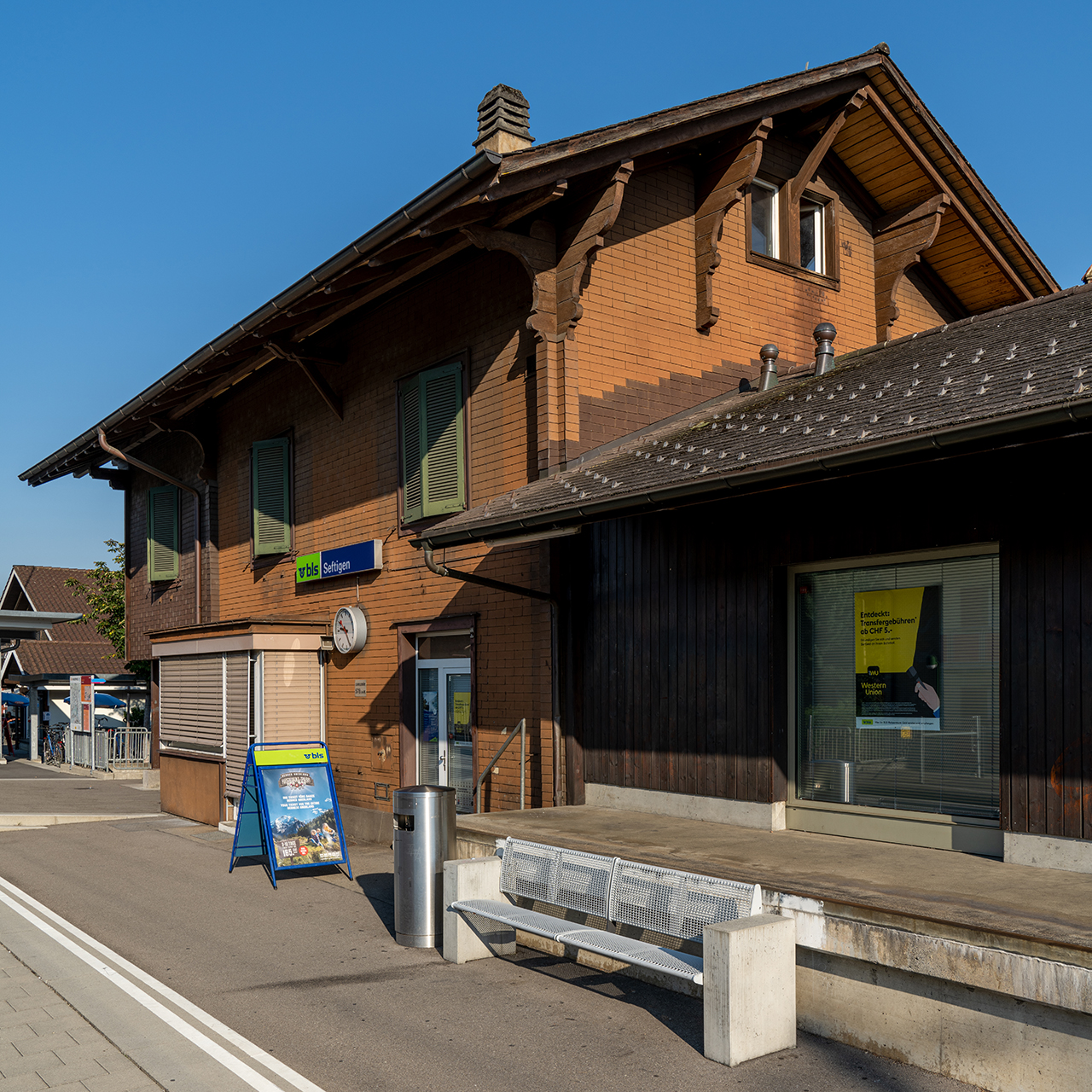
Bahnhof